# Донє Стативе
45°31′ пн. ш. 15°28′ сх. д. / 45.51° пн. ш. 15.46° сх. д.
Донє Стативе (хорв. Donje Stative) — населений пункт у Хорватії, у Карловацькій жупанії у складі громади Нетретич.

## Населення
Населення за даними перепису 2011 року становило 197 осіб.
Динаміка чисельності населення поселення: